# Brachyptera starmachi
Brachyptera starmachi is een steenvlieg uit de familie vroege steenvliegen (Taeniopterygidae). De wetenschappelijke naam van de soort is voor het eerst geldig gepubliceerd in 1966 door Sowa.